# Cargida pyrrha
Cargida pyrrha är en fjärilsart som beskrevs av Druce 1898. Cargida pyrrha ingår i släktet Cargida och familjen tandspinnare. Inga underarter finns listade i Catalogue of Life.